# Can I Play with Madness
"Can I Play with Madness" é o décimo sexto single da banda inglesa Iron Maiden. Lançado em 1988, é o primeiro single do álbum Seventh Son of a Seventh Son, chegando a terceira posição nas paradas britânicas. A canção narra a história de um jovem rapaz que procura um profeta para saber o futuro por meio de uma bola de cristal. O jovem procura o profeta para ajudá-lo a lidar com suas constantes visões e pasadelos, porém, o jovem ignora os conselhos do profeta. A canção originalmente foi escrita por Adrian Smith e chamava-se "On the Wings of Eagles".

## Vídeo
O vídeo da música foi gravado em Tintern Abbey e é estrelado por Graham Chapman; foi a sua última aparição na televisão antes de morrer de câncer em outubro de 1989.

## Lista de reprodução

### 7"
- Austrália: EMI 2071
- Canadá: Capitol B-44154
- EEC: EMI 006 20 2459 7
- França: EMI 2024597
- Irlanda: EMI EM 49
- Itália: EMI 2024597
- Espanha: EMI 006 20 2459 7
- Reino Unido: EMI EM 49
- EUA: Capitol P-B-44154 (Promo), Capitol B-44154

1. "Can I Play with Madness" (Adrian Smith, Bruce Dickinson, Steve Harris) – 3:30
2. "Black Bart Blues" (Harris, Dickinson) – 6:41

- Japão: EMI PRP-1278 (Promo)

1. "Can I Play with Madness"
2. "Prowler '88"

- México: EMI SEC-550 (Promo)

1. "Can I Play with Madness"
2. "The Evil That Men Do"

### 12" Maxi
- Argentina: EMI 6075
- Austrália: EMI ED 341
- França: EMI K 060 20 2460 6
- Grécia: EMI 052 2024606
- EEC: EMI 20 2460 6
- Itália: EMI 14 2024606
- Portugal: EMI 20 2460 6
- Espanha: EMI 052 20 2460 6
- UK: EMI 12EM 49

1. "Can I Play with Madness" – 3:30
2. "Black Bart Blues" – 6:41
3. "Massacre" (Phil Lynott, Scott Gorham, Brian Downey) – 2:54

### Shaped picture disc
- Reino Unido: EMI EMP 49
- EUA: Capitol V-15375

1. "Can I Play with Madness" – 3:30
2. "Black Bart Blues" – 6:41
3. "Massacre" – 2:54

### 3" CD
- Japão: EMI XP10-2009

1. "Can I Play with Madness" – 3:30
2. "Black Bart Blues" – 6:41

### CD
- Reino Unido: EMI CDEM 49
- EUA: Capitol B-44154

1. "Can I Play with Madness" – 3:30
2. "Black Bart Blues" – 6:41
3. "Massacre" – 2:54

### Cassete
- Argentina: EMI 16075 "Puedo Jugar con la Locura"

1. "Can I Play with Madness" – 3:30
2. "Black Bart Blues" – 6:41
3. "Massacre" – 2:54

- EUA:  Capitol 4XPRO-79325 (Promo)

1. "Can I Play With Madness" (Looped 3x)

## Desempenho nas paradas
| Parada (1988)           | Posição |
| ----------------------- | ------- |
| Dutch Top 40            | 14      |
| Norwegian Singles Chart | 4       |
| Swedish Singles Chart   | 12      |
| Swiss Singles Chart     | 23      |
| UK Singles Chart        | 3       |

## Créditos
- Bruce Dickinson - vocais
- Dave Murray - guitarra
- Adrian Smith - guitarra, vocal de apoio, solo de guitarra em "Can I Play With Madness" e "Massacre"
- Steve Harris - baixo, teclado, vocal de apoio
- Nicko McBrain - bateria